# Montan-Schema
Das Montan-Schema war eine Methode zur Verschleierung staatlicher Intervention in die Rüstungswirtschaft im Deutschen Reich.
Beim Montan-Schema trat der Staat über scheinbar nichtstaatliche Akteure im Wirtschafts- und Rechtsverkehr auf. In der Weimarer Republik wurde mit diesem Verlagssystem verdeckt, dass die Reichsregierungen fortgesetzt den Vertrag von Versailles brachen. Diese Struktur wurde je nach Bedarf durch Elemente der Bewirtschaftung in einem formal kapitalistischen Wirtschaftssystem beim Waffen- und Munitionsbeschaffungsamt und beim Heereswaffenamt angewandt. Beispielsweise trat eine Verwertungsgesellschaft für Montanindustrie GmbH als Verpächterin von heereseigenen Industriebetrieben auf. Unklar blieb dabei, ob es sich beim jeweiligen Geschäftspartner um eine GmbH oder eine Fassadenfirma des Heereswaffenamtes handelte.
| Betreiberfirma | Gesellschafter                                                     | Konzernverbindung                         |
| --- | ------------------------------------------------------------------ | ----------------------------------------- |
| Altmärkische Kettenwerke GmbH (Alkett) Werk I, Berlin-Borsigwalde, Breitenbachstraße 33–36 Werk II, Berlin-Tegel, Eisenhammerweg 56–60, 1942–1943: Maschinenbau und Gerätebau G.m.b.H. (MAGET) | Rheinmetall Borsig AG 60 %, Montan 40 %                            | Reichswerke AG „Hermann Göring“           |
| Anorgana GmbH | I.G. Farben AG                                                     | I.G. Farben AG                            |
| Brandenburger Eisenwerke GmbH | Mitteldeutsche Stahlwerke GmbH                                     | Friedrich Flick                           |
| C.F. Hahnenberg GmbH | J. D. Riedel - E. de Haën AG 80 %, Riedel 20 %                     |                                           |
| Chemische Werke Harz-Weser GmbH, Langelsheim, Gasmaskenkohle | Deutsche Aktivkohle GmbH                                           |                                           |
| Chemische Werke Hüls GmbH | I.G. Farben AG 74 %, Hibernia 26 %                                 | I.G. Farben AG                            |
| Deutsche Sprengchemie GmbH (DSC), Tochter der WASAG | Otto May (Nördlingen)                                              |                                           |
| Otto May Detona GmbH, Prag | Explosiva, Explosionsstoff AG                                      | Skoda / Reichswerke AG „Hermann Göring“   |
| Donar GmbH für Apparatebau (Nürnberg) | Wolff & Co. 50 %, Dt. Waffen- und Munitionsfabriken AG (DWM) 50 %  | I.G. Farben AG                            |
| Dynamit Nobel AG, Wien | Dynamit Nobel AG, Wien                                             |                                           |
| Egerländer Stahlindustrie GmbH, Heinrichsgrün | Montan                                                             |                                           |
| Eibia GmbH, Bomlitz | Wolff & Co. KGaA                                                   | I.G. Farben AG                            |
| Elac, Elektroacustic KG, Kiel |                                                                    |                                           |
| ELFI – Elektro- und Feinmechanische Industrie GmbH, Hildesheim (im Dezember 1942 in Trillke-Werke GmbH umbenannt)                                                                              | Robert Bosch GmbH 98 % (49.000 RM) Eugen Bauer GmbH 2 % (1.000 RM) | Robert Bosch GmbH                         |
| Ergethan GmbH (Senfgasproduktion) | Kali Chemie AG 50 %, Auergesellschaft 50 %                         | Goldschmidt                               |
| Faserstoff- und Spinnerei Fürstenberg AG, Fürstenberg/Havel | Montan                                                             |                                           |
| Feinapparatebau GmbH | Carl Zeiss 90 %, Geraer Techn. Werkstatt 10 %                      | Zeiss                                     |
| Feinmechanische Werke GmbH | Montan                                                             |                                           |
| Feinprüf, Feinmess- und Prüfgeräte GmbH, Göttingen | Fa. Carl Mahr                                                      | Mahr-Gruppe                               |
| Fritz Werner AG | Fritz Werner AG                                                    |                                           |
| Gerätebau GmbH, Lilienthalstr. 150, Kassel (ab 1940 Junkers-Motorenbau Werk Kassel) | Gebr. Thiel-Seebach GmbH, Ruhla                                    | Thiel                                     |
| Gesellschaft m. b. H. zur Verwertung chemischer Erzeugnisse (VERWERTCHEMIE) | Dynamit AG                                                         | I.G. Farben AG                            |
| Hanseatische Kettenwerke GmbH (HaK), Hamburg-Langenhorn | Montan                                                             |                                           |
| Havelwerk GmbH, Potsdamer Straße 46–49, Brandenburg an der Havel | Brennabor-Werke AG                                                 | Brennabor                                 |
| I.G. Farben |                                                                    | I.G. Farben AG                            |
| Kieselchemie GmbH | Pyrotechnische Fabrik GmbH, Eisfeld                                | I.G. Farben AG                            |
| Kristallchemie GmbH | Lignose Sprengstoff Werke GmbH, Bad Salzelmen                      |                                           |
| Lonalwerk GmbH, Leese | Hermann Engelhard (Auergesellschaft AG/Th.Goldschmidt)             | Goldschmidt                               |
| Märkisches Stahlformwerk GmbH | Ardeltwerke OHG                                                    |                                           |
| Maschinen für Massenverpackung GmbH (MFM) | Deutsche Waffen- und Munitionsfabriken                             | Günther Quandt                            |
| Maschinenfabrik Donauwörth GmbH | Eisenwerk-Gesellschaft Maximilianshütte AG                         | Friedrich Flick                           |
| Deutsche Meßapparate GmbH (MESSAP) | Gebr. Junghans AG                                                  | Gebr. Junghans AG                         |
| Metall und Eisen GmbH | Kabel und Metallwerke Neumayer AG                                  | Gutehoffnungshütte                        |
| Metallwerk Imst GmbH | Hansa Metallwerk AG 50 %, Karl Göhring 50 %                        |                                           |
| Monturon GmbH, Falkenhagen N-Stoffwerk | I.G. Farben AG 50 %, Montan 50 %                                   | I.G. Farben AG                            |
| Nibelungenwerk GmbH, Sankt Valentin (Niederösterreich) | Steyr Daimler Puch                                                 |                                           |
| Nordbau Norddeutsche Motorenbau GmbH | Maybach Motorenbau GmbH                                            | Zeppelin                                  |
| Oderchemie GmbH | Union Fabrik chemische Produkte AG                                 | I.G. Farben AG                            |
| Orgacid GmbH, Ammendorf, Senfgasproduktion | Auergesellschaft AG 50 %, Th. Goldschmidt 50 %                     | Goldschmidt                               |
| Ostmarkwerke GmbH, Wien | Montan                                                             |                                           |
| Ostmarkwerke Prag GmbH | Montan                                                             |                                           |
| Paltenstahlindustrie GmbH, Rottenmann | Montan                                                             |                                           |
| Paraxol GmbH, Lippoldsberg | Deutsche Gold- und Silberscheideanstalt (Degussa)                  |                                           |
| Policka AG vorm. Skodawerke | Holdinggesellschaft Waffen-Union Škoda-Brünn, 1942                 | Skoda / Reichswerke AG „Hermann Göring“   |
| Pommersche Industrie-Werke GmbH (PIW), Barth | Hagenuk, Hanseatische Apparatebau-Gesellschaft                     | Goldschmidt                               |
| Pulver- und Sprengstoffabrik Pionki GmbH | Westfälisch-Anhaltische Sprengstoff-AG (WASAG)                     |                                           |
| Schiess AG, Düsseldorf | Schiess AG                                                         |                                           |
| Silva Metallwerk GmbH | Gebr.Polte 50 %, von Gillern 25 %, Nathusius 25 %                  | Polte-Werke                               |
| Spandauer Stahlindustrie GmbH | Mitteldeutsche Stahlwerke GmbH 50 %, Montan 50 %                   | Friedrich Flick                           |
| Spreewerke GmbH | Deutsche Industriewerke AG (DIW)                                   | Industriekontor GmbH, Rüstungskontor GmbH |
| Sprengstoffwerke Blumau AG Felixdorf | Montan                                                             |                                           |
| Trillke-Werke GmbH, Hildesheim (ab Dezember 1942) ab April 1952: Robert Bosch GmbH, Werk Hildesheim                                                                                            | Robert Bosch GmbH 98 % (49.000 RM) Eugen Bauer GmbH 2 % (1.000 RM) | Robert Bosch GmbH                         |
| Versuchswerk für Kautschukverwertung GmbH | I.G. Farben AG 50 %, Fachgruppe Kautschukindustrie 50 %            | I.G. Farben AG                            |
| Waaren-Commissions-AG (WACO) | Dynamit AG 65 %, Lignose Sprengstoffwerke GmbH 10 %, WASAG 25 %    | I.G. Farben AG                            |
| Waldwerke GmbH | Zahnradfabrik Friedrichshafen AG 90 %, Karl Schmid 10 %            | Zeppelin                                  |
| Warschauer Vereinigte Maschinenfabriken AG | Montan                                                             |                                           |